# Bottenfärg
Bottenfärg eller Skeppsbottenfärg är en speciell typ av färg som är utvecklad för vattengående farkoster. Bottenfärg appliceras vanligen en gång om året och oftast endast på den del av skrovet som är under vattnet. Färgen har till uppgift att motverka att havslevande organismer får fäste på skrovet. 
Bottenfärgen har det speciella kravet att försöka motverka att havslevande organismer fäster och växer på skrovet vilket är farthämmande p.g.a. friktionen mot vattnet och ökar bränsleförbrukningen. 
Sådana färger förekom redan i slutet av 1800-talet, tidigare användes flera olika typer av bottenfärger, en undre för att minska stålets korrosion, oftast innehållande zinkvitt, och en "anti-fouling" som skulle hindra organismernas fastväxning på skrovet, vilken ofta innehöll kvicksilveroxid, kopparoxid eller kopparcyanid. Till fartyg som skulle gå i tropiska farvatten användes ibland ännu giftigare komponenter i så kallad tropikfärg. Därtill användes en särskilt boottop-färg i vattenlinjen där skrovet befann sig växelvis över och under vattenytan.
Användning av sådana färger även på fritidsbåtar började bli allmän på 1960-talet. Målarfärgen försågs med tillsatser av diverse giftiga ämnen. Numera är många av dessa gifter förbjudna i bottenfärg.
Flera tidigare använda ämnen i bottenfärg har visat sig ha ogynnsam inverkan även på nyttiga organismer. Övergång till mindre giftiga alternativ har gett blandat resultat, och ansvariga myndigheter har tvingats till omprövningar av situationen.
Ibland har vissa ämnen totalförbjudits, men ibland har de varit tillåtna i vissa vatten och förbjudna i andra. Tillämpningen av sådana bestämmelser är emellertid en juridisk nöt. Om ett visst ämne är tillåtet i hemmahamnen, och man sen gör en långsegling till ett vatten där samma ämne är otillåtet, har då skepparen gjort sig skyldig till ett brott? Om skepparen tvingas avstå från en sådan seglats, är då bestämmelsen en inskränkning i rätten till fri rörlighet på havet?
I en del fall har förbudet trätt i kraft med full styrka från den tidpunkt lagen börjat gälla. I andra fall är det bara tillverkningen som förbjudits, och det har varit tillåtet att förbruka inneliggande lager i fabrik och hos återförsäljare.

## Exempel på förbud
- Tributyltenn (TBT). Användningsförbud infördes i Sverige 1989 på fartyg mindre än 25 m långa. 1993 utökades förbudet att gälla alla fartyg, oberoende av längd.

Inom EU infördes användningsförbud från 2003–07 för alla i EU-länder registrerade fartyg, oavsett storlek. F o m 2008 tillåts ej något TBT-bemålat fartyg anlöpa EU-hamn med mindre färgen är förseglad.
International Maritime Organization (IMO) beslöt 2001-10-05 med en bindande konvention om internationellt förbud mot påmålning av alla slags organiska tennföreningar med totalförbud f o m 2008-01-01. Konventionen var villkorad av att minst 25 % av medlemsländerna skulle ratificera konventionen. Panama, som har registrerat många länders fartyg under s.k. bekvämlighetsflagg bromsade in i det sista, men efter påtryckning från EU ratificerade man till slut och därmed var de 25 procenten uppnådda.
Kopparbaserat alternativ var ineffektivt, och blev senare även det förbjudet i vissa områden, bl a i Stockholms skärgård.
- Trifenyltenn

## Ekologisktgodtagbara alternativ
Ett försök att få fram en giftfri skeppsbottenfärg går ut på att använda sådana tillsatser som i ett tunt skikt kring skrovet skapar en syrefattig miljö, som då är ogästvänlig mot de organismer, som annars skulle ge beväxning på skrovet, bl a havstulpaner.
En "huskur" är att blanda cayennepeppar i bottenfärgen.
Giftfria alternativ till bottenfärg, som i många fall helt kan ersätta bottenfärg, är regelbunden mekanisk rengöring (borsttvätt, högtrycksstvätt) torrsättning (båtlift, trailer eller båthylla) eller skyddsduk under skrovet som hindrar beväxning. Se även Hav och Vattenmyndigheten https://www.havochvatten.se/hav/fiske--fritid/fritidsbatar/ren-batbotten.html